# Gustavo Bou
Gustavo Leonardo Bou (Concordia, 18 febbraio 1990) è un calciatore argentino, attaccante del Defensores del Barrio Nébel.

## Biografia
Ha un fratello minore, Walter, anch'egli calciatore professionista.

## Palmarès

### Club

#### Competizioni nazionali
- Campionato argentino: 2

River Plate: Clausura 2008
Racing Club: Torneo de Transición 2014
- Campionato argentino di seconda divisione: 1

River Plate: 2011-2012
- MLS Supporters' Shield: 1

New England Revolution: 2021

### Individuale
- Capocannoniere della Coppa Libertadores: 1

2015 (8 gol)
- MLS Best XI: 1

2021